# Sitios de arte rupestre prehistórico del valle del Coa y de Siega Verde
Los sitios de arte rupestre del valle del Coa y de Siega Verde constituyen dos de los lugares al aire libre más grandes de arte paleolítico. Fue declarado Patrimonio de la Humanidad por la Unesco en 1998.
A principios de los años 1990, los grabados fueron descubiertos en Vila Nova de Foz Côa, en el noreste de Portugal. El lugar se encuentra situado en el valle del río Coa, y comprende miles de dibujos grabados de caballos, bóvidos y otras figuras animales, humanas y abstractas, que se remontan a los años 22 000 a 10 000 años a. C. Desde 1995 un equipo de arqueólogos han estado estudiando y catalogando este complejo prehistórico y se creó un parque para recibir a los visitantes.

## Controversia tras el descubrimiento

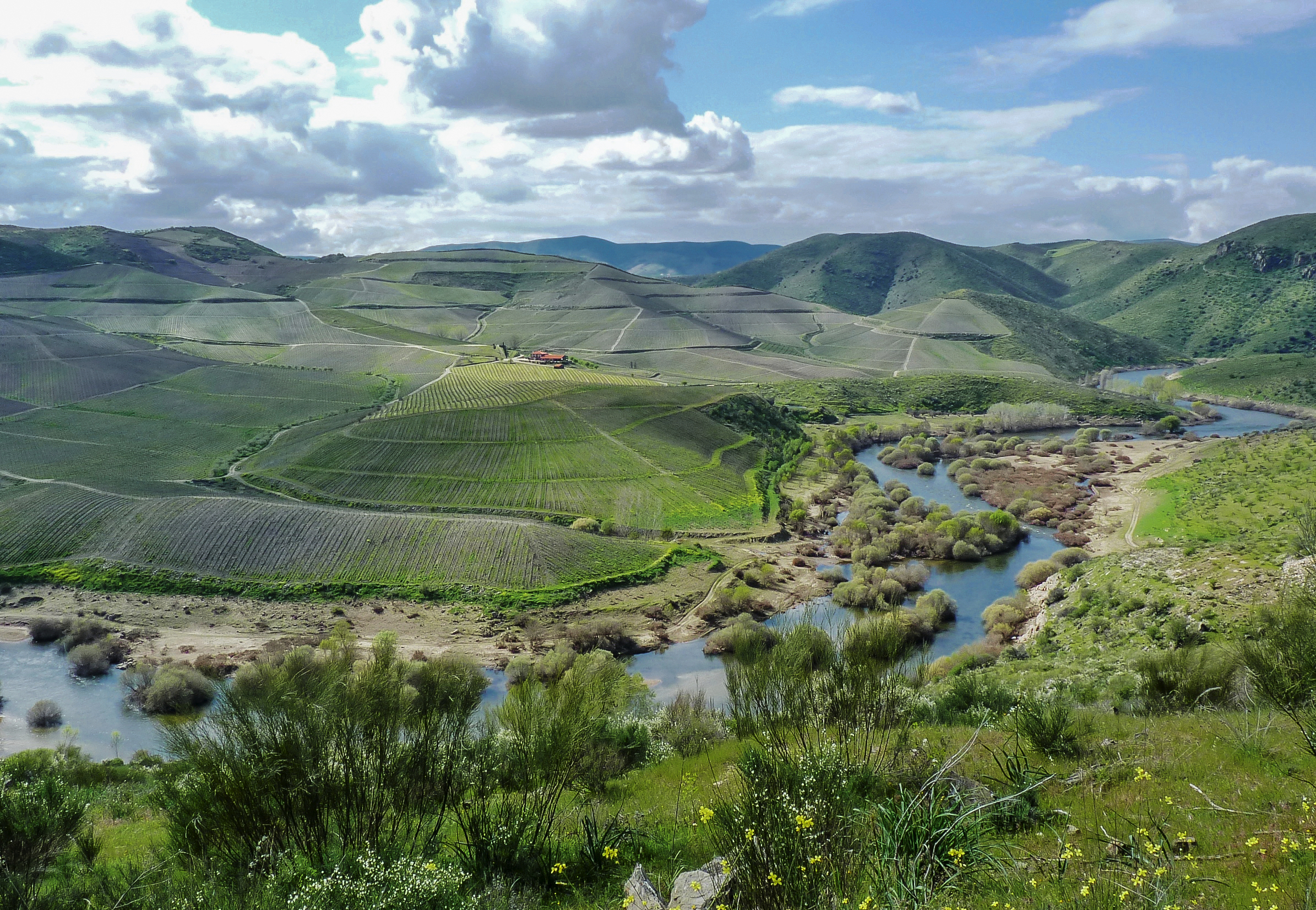
Vista del valle del río Coa a su paso por Vila Nova de Foz Côa

En el siglo XX, la construcción de la presa de Pocinho y su embalse asociado probablemente resultó en la inmersión de numerosos dibujos en acantilados rocosos. En la década de 1990, los prospectores revelaron un grupo de importantes grabados del Paleolítico, Neolítico y Calcolítico en la parte baja del valle del Côa, probablemente en noviembre de 1991 por Nelson Rabanda (no se publicaron artículos sobre este trabajo hasta noviembre de 1994). Posteriormente, António Martinho Baptista determinaría que los grabados de la Edad de Hierro correspondían a obras de tribus celtíberas, específicamente los medobrigenais o zoilos. Algunas de estas culturas fueron identificadas por primera vez con los hallazgos del Côa.
En 1995, se aprobó un plan para construir una presa y comenzaron las obras en el Valle del Côa. Sin embargo, tras el descubrimiento original del arte rupestre, el arqueólogo Nélson Rabanda había estado investigando el valle del Côa está bajo la dirección de la empresa nacional de energía (EDP) y del Instituto Portugués del Patrimonio Arquitectónico (IPPAR). Ambos fueron informados del arte prehistórico a lo largo del Côa, antes que el público general y la comunidad científica. Rabanda informó del caso a la prensa y a otras organizaciones interesadas en el arte y el patrimonio prehistórico, como la UNESCO. EDP intentó refutar la edad de los grabados para continuar con el proyecto de la presa, a pesar del daño que causaría a los hallazgos.
La construcción de la presa llevó a un gran escándalo dentro de los círculos portugueses y mundiales, con el proyecto denunciado ante los periódicos como el "Sunday Times", el "New York Times" o el "International Herald Tribune".
Los informes de la Unesco no fueron unánimes en cuanto a si se debía o no construir la planta de energía, con Jean Clottes, el jefe del departamento prehistórico, diciendo que la subida del agua podría proteger a los grabados del vandalismo, pero confirmando igualmente que el valle del Coa «es el lugar al aire libre más grande de arte paleolítico en Europa, si no del mundo».
Esta solución no gustó a los arqueólogos y al público, y un fuerte movimiento NIMBY entre los portugueses opuestos a la planta de energía/construcción de la presa. En 1995, el Parlamento y el gobierno, bajo el primer ministro António Guterres, canceló el proyecto y creó un parque para el estudio arqueológico y las visitas del público.

## Arte prehistórico

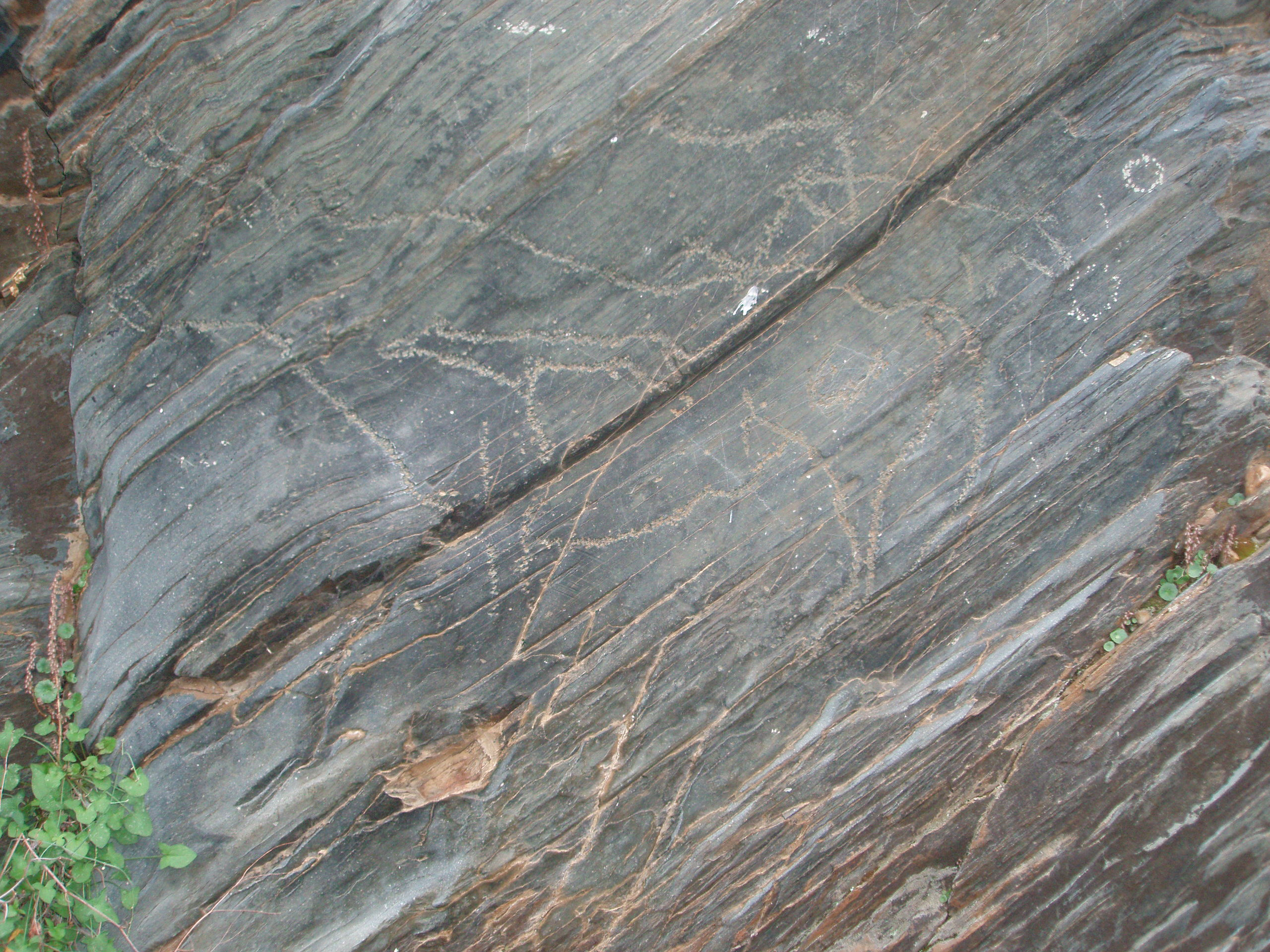
Grabados en Siega Verde

La zona recoge grabados del Paleolítico superior, pero también de la Edad del Hierro, Neolítico, Calcolítico y periodos históricos.
Los grabados encontrados principalmente consisten en representaciones animales, como: caballos, bóvidos (uros) y cápridos. Según estudios y restos de ocres rojo y amarillo y magnesio encontrados podrían haber estado coloreados en época paleolítica.
Figuras humanas[cita requerida] y representaciones abstractas también están presentes.
Están hechos principalmente en superficies verticales de roca a lo largo del valle del río usando la técnica del grabado. Su tamaño varía entre los 15 cm y 2 m, pero predominan los que son de 40-50 cm de extensión, formando a menudo paneles y composiciones. El estilo a menudo representa líneas marcadas con líneas finas y muy logrados. Estos grabados se calcula que se hicieron hace 20 000 años según un estudio en 1995.
La importancia de este lugar de arte prehistórico radica en su rareza y extensión; hay muchas cuevas con lugares de arte prehistórico, pero al aire libre hay solo unas pocas, como Mazouco (Portugal), Fornols-Haut (Francia), Domingo García y Siega Verde (ambas en España), pero ninguna de ellas tienen la extensión del valle del Coa.
Los arqueólogos reconocen a sitios como estos como santuarios al aire libre de los hombres prehistóricos.

Museo del Coa

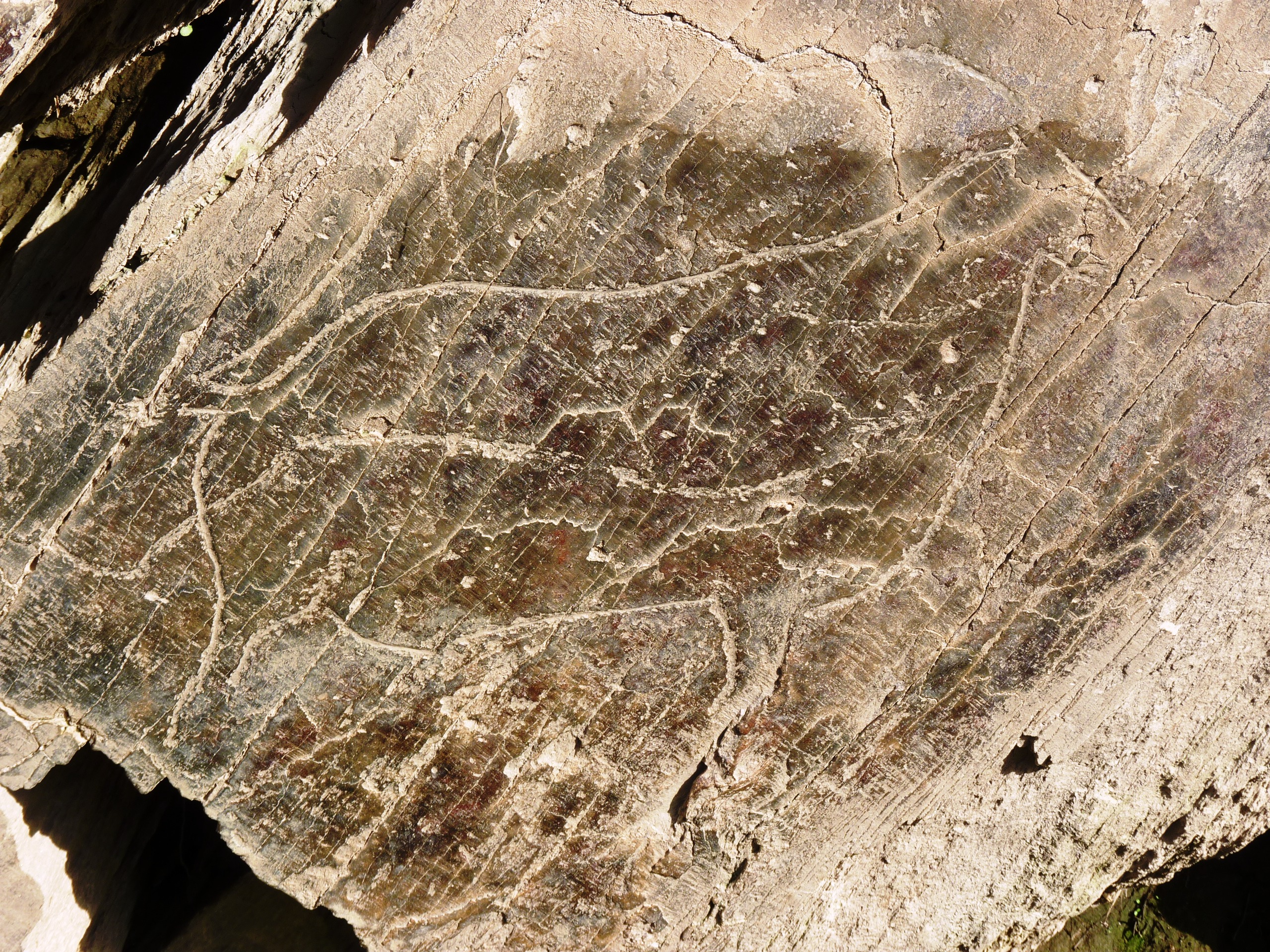
Grabado de animal en la roca

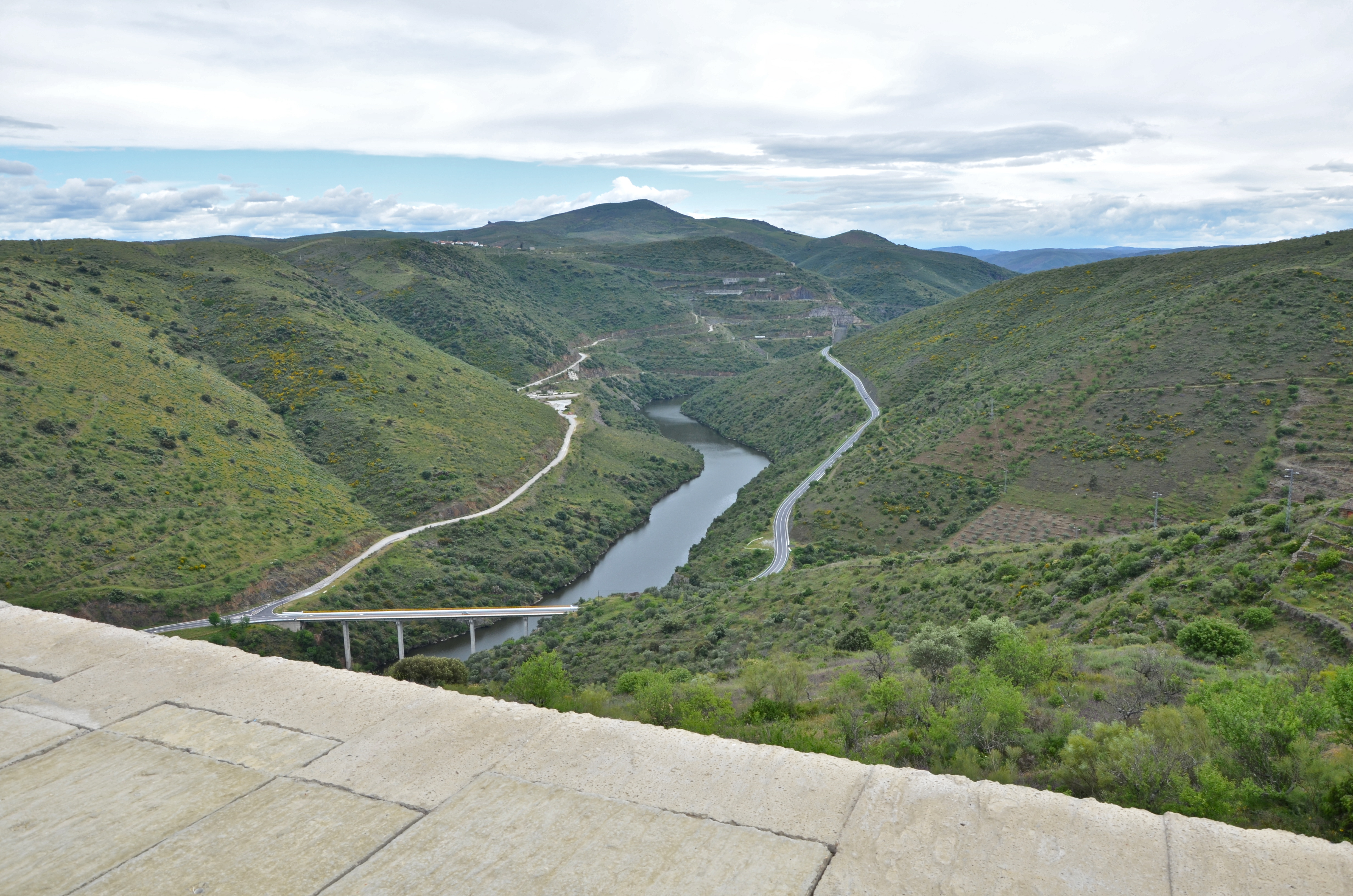
Vista del valle del río Coa, antes de desembocar en el Duero, desde la terraza del museo del Coa

### Datación
La datación de los grabados de Foz de Côa y Siega Verde se ha basado en los estilos artísticos, que se han atribuido al Gravetiense, Solutrense y Magdaleniense, y a distintos conjuntos de habitación de la zona. Uno de los descubrimientos ha sido unas plaquetas grabadas en contexto y cuya datación correspondería con periodos Gravetiense a Magdaleniense. Todo ello dentro de una polémica que indica la posibilidad de que sean de época holocénica.

### Ubicaciones específicas
El lugar del valle del Coa está compuesto, hasta ahora, de un grupo de más de 20 lugares de arte rupestre y asentamientos extendidos por 17 kilómetros del valle inferior del río Coa:
1. Broeira
2. Canada do Inferno/Rego da Vide
3. Faia
4. Faia (Vale Afonsinho)
5. Vale das Namoradas
6. Vale de Moinhos
7. Vale de Figueira/Texiugo
8. Ribeira de Piscos/Quinta dos Poios
9. Meijapão
10. Fonte Frieira
11. Penascosa
12. Quinta da Ervamoira
13. Salto do Boi (Cardina)
14. Ribeirinha
15. Quinta do Fariseu
16. Quinta da Barca

## Especies
Se ha podido comprobar que la ocupación de la zona, Coa-Siega Verde, empezó y se mantuvo de forma continuada por Homo neanderthalensis, todo ello antes de la ocupación por sapiens, autor de las representaciones artísticas.

## Acontecimientos
La conferencia HERITAGE 2008 - World Heritage and Sustainable Development International Conference se celebró en Vila Nova de Foz Côa entre el 7 y 9 de mayo de 2008.